# Instal·lació sonora
Instal·lació sonora (relacionat amb art sonor i escultura sonora) és una forma d'art intermèdia i d'art temporal. És una forma expandida de la instal·lació artística, en el sentit que inclou l'element del so i, per tant, l'element del temps. La diferència principal amb una escultura sonora és que una instal·lació sonora té un espai de tres dimensions i els eixos amb què s'organitzen els diferents objectes sonors no són exclusivament interns a l'obra, sinó també externs.

## Galeria

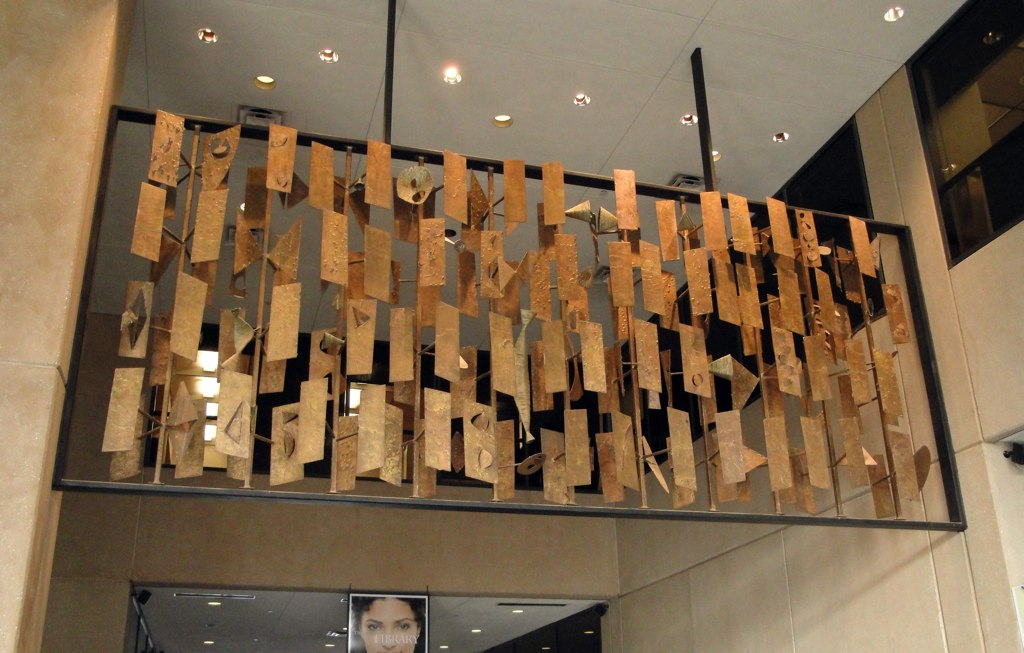
Harry Bertoia, Textured Pantalla, 1954
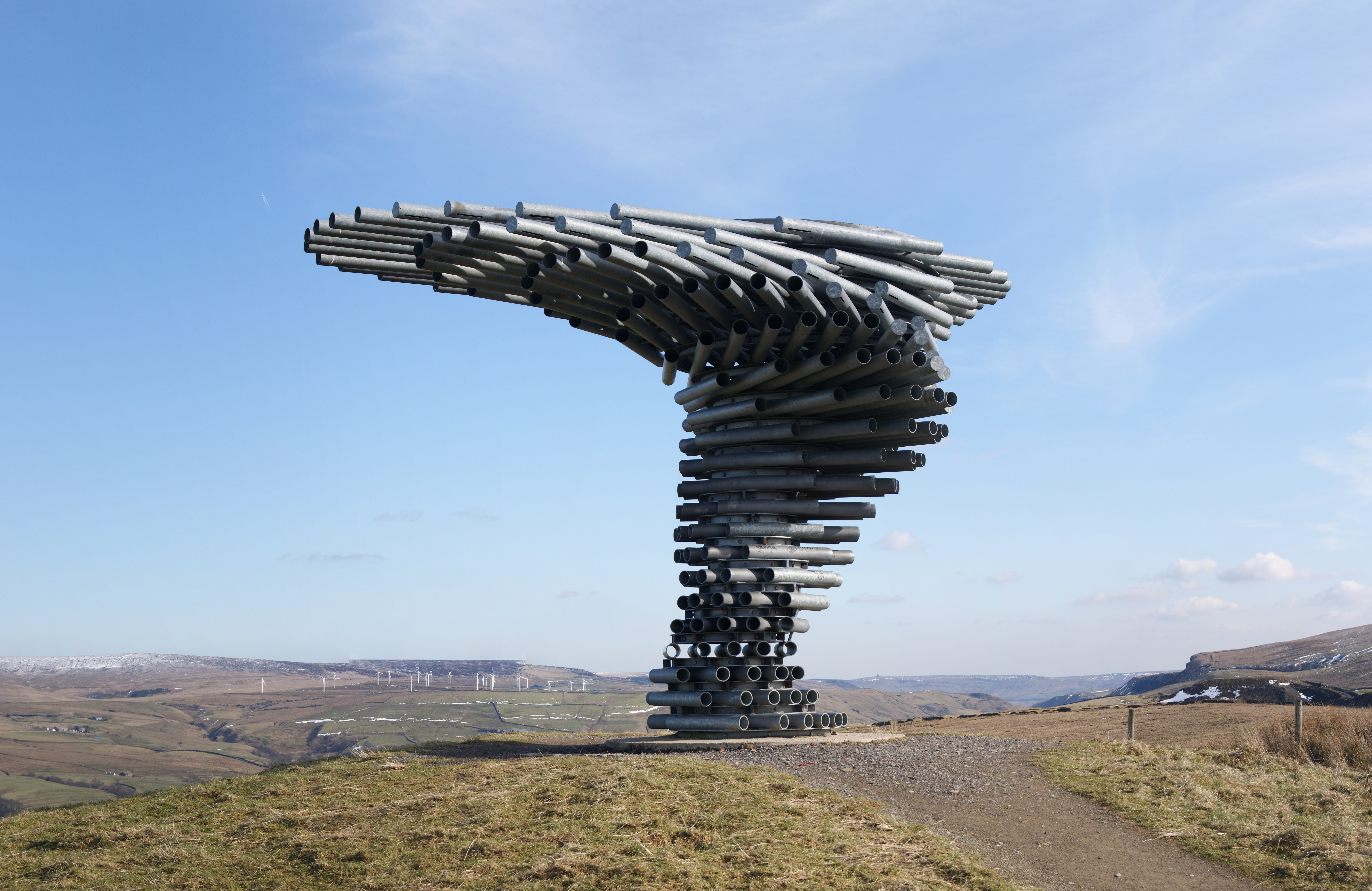
Panopticon: El Cantant Ringing Arbre
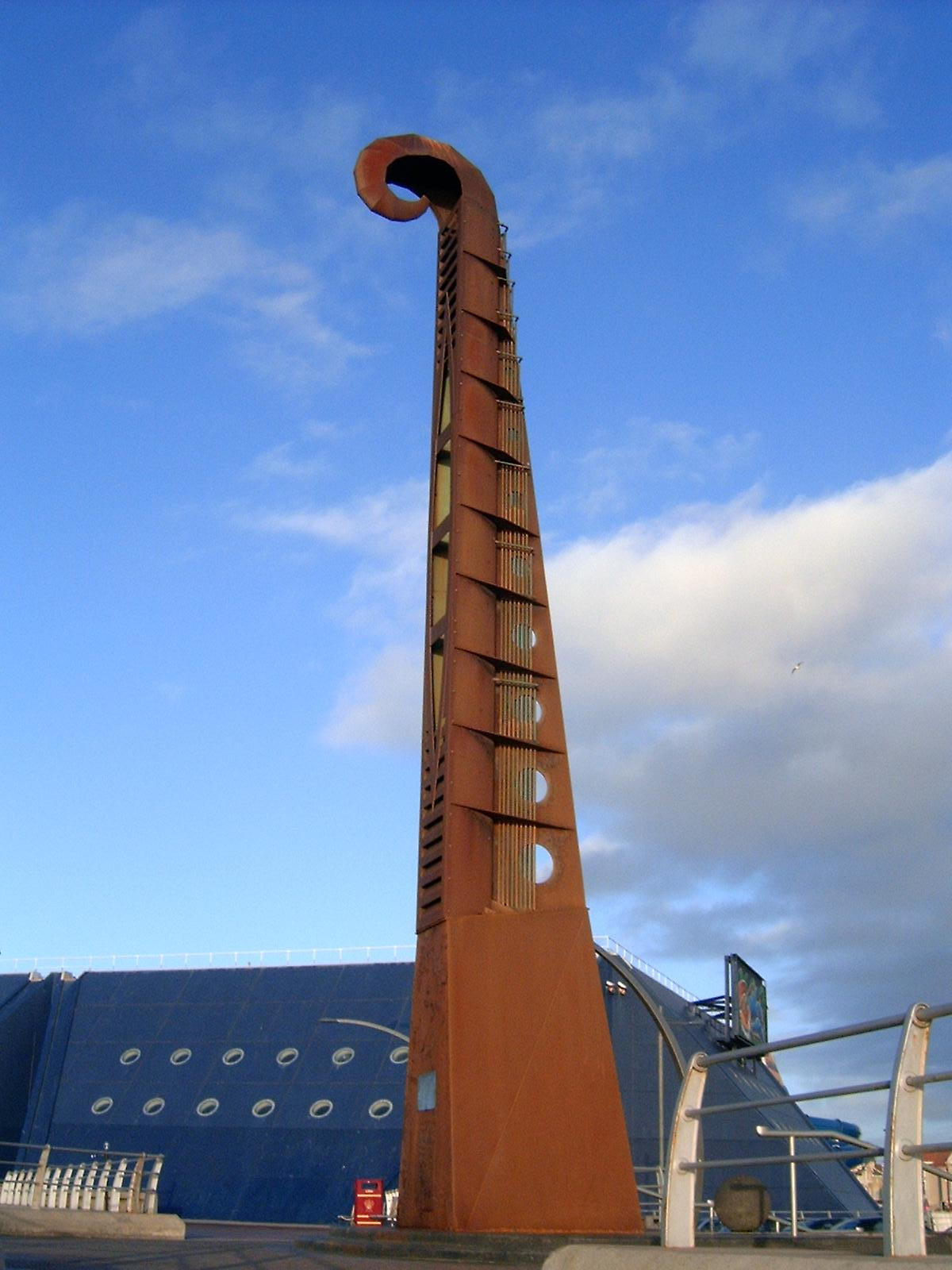
El Blackpool Òrgan de Pleamar